# Java (café)
Pour les articles homonymes, voir Java.

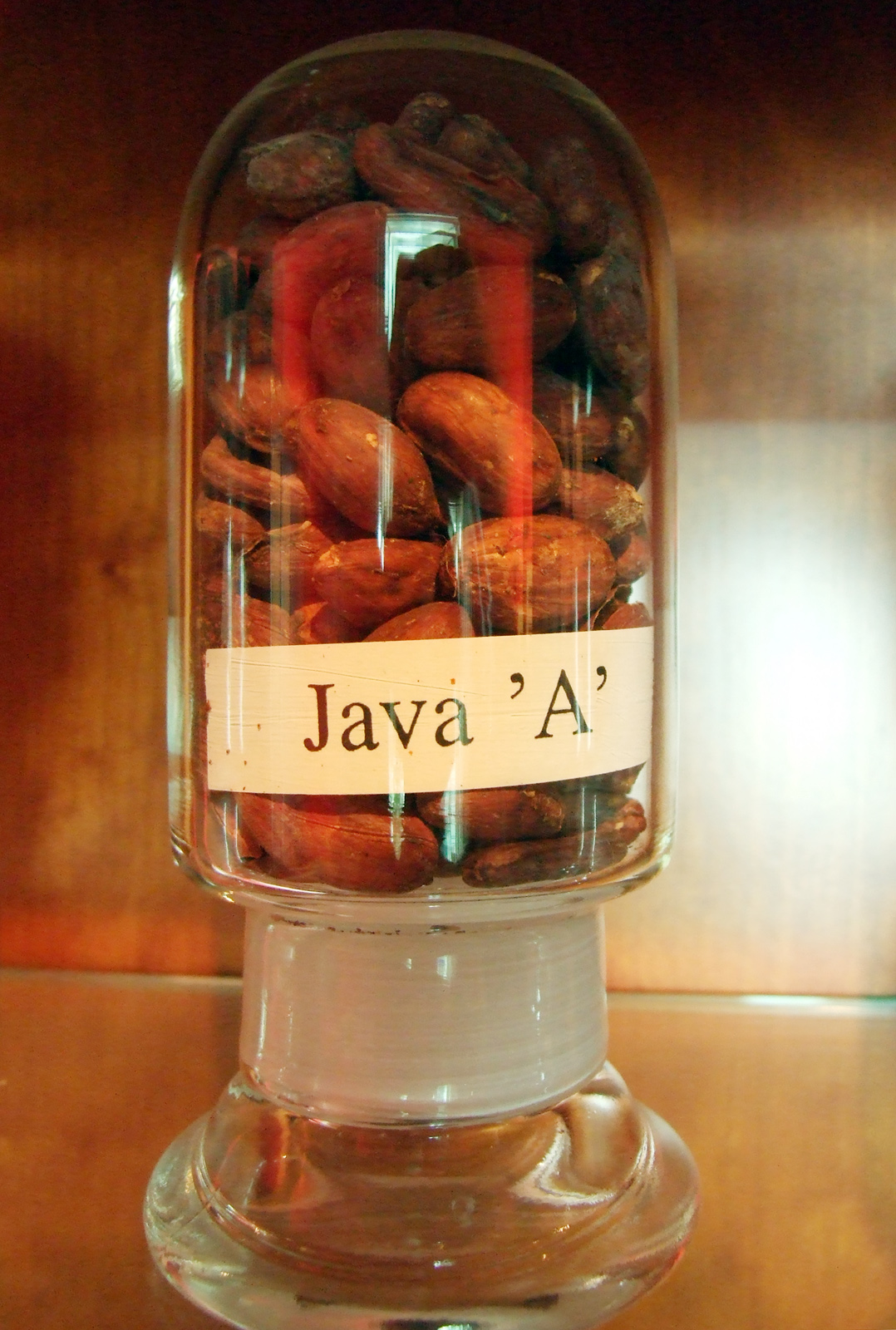
Café de Java.

Le café de java  est un café très connu qui provient de l'île de Java.
Si en Amérique du Nord, java est  un terme argotique pour désigner le café en général. Il désigne à l'origine un vrai produit original. La concentration de production de ce café se fait en Amérique du Sud, plus particulièrement au Brésil. 

Les zones productrices de café au Brésil (orange foncé) sont situées dans les états du sud du pays.

Les cours élevés du marché en 1830 incitent les entrepreneurs du Brésil à passer de l’exploitation de l’or à celle du café, jusque-là réservé à la consommation locale. Cette décision s’accompagne d’importants investissements.
Entre l’abolition de l’esclavage en 1888 (le Brésil est le dernier pays à le faire) et l’année 1928, la force de travail est renforcée par une immigration massive de 3,5 millions de travailleurs. Le café représente alors 63 % des exportations du pays. Les gains engrangés par ce commerce permettent une croissance économique soutenue au pays.
Le café "kopi luwak" d'Indonésie implanté à l'époque de la Compagnie néerlandaise des Indes orientales sur l'île de Java a servi de base et de modèle à l'exploitation du "Java" au Brésil.
Un vrai café "Java" est un café "kopi luwak". Malheureusement il est quasiment impossible de vérifier l'origine par le consommateur. Il ne s'agit pas d'un problème de contrefaçon mais de manque de suivi et d'appellation contrôlée (aux États-Unis d'Amérique). Certains restaurants de "standing" garantissent la provenance du "Java" à ses clients. Cette pratique est rare et fait partie d'une démarche commerciale. Pour être sûr d'avoir un vrai "Java" le mieux et de demander si c'est la variété "kopi luwak".